# Scott Tipton
Scott Tipton (ur. 9 listopada 1956) – amerykański przedsiębiorca i polityk.
W latach 2011–2021, z ramienia Partii Republikańskiej reprezentuje trzeci okręg wyborczy w stanie Kolorado w Izbie Reprezentantów Stanów Zjednoczonych.